# A doua bătălie de pe Lacurile Mazuriene
A doua bătălie de pe Lacurile Mazuriene, denumită și bătălia de iarnă de pe Lacurile Mazuriene, a constituit partea nordică a ofensivei Puterilor Centrale pe Frontul de Est din iarna lui 1915. Ofensiva avea scopul de a înainta peste râul Vistula și eventual de a scoate Rusia din război.

## Context
Șeful statului major german Erich von Falkenhayn credea cu tărie că războiul va fi câștigat pe Frontul de Vest și ezita să-l susțină pe Paul von Hindenburg, comandantul Frontului de Est. Falkenhayn a aprobat însă în cele din urmă ofensiva pusă la cale de Hindenburg.
Hindenburg urma să conducă personal ofensiva de pe sectorul nordic în zona Lacurilor Mazuriene (locul unei alte bătălii din 1914). Generalul Alexander von Linsingen⁠(en)[traduceți] avea să conducă un atac împotriva rușilor în Carpați pe direcția Lemberg, și mai spre sud, generalul Svetozar Borojević va încerca să înlăture asediul cetății Przemyśl.

## Forțele
Pentru ofensiva din nord, Hindenburg avea la dispoziție Armata a VIII-a Germană⁠(en)[traduceți], comandată de Otto von Below. În est mai era trimisă și o forță nou-creată, Armata a Zecea Germană⁠(en)[traduceți], sub comanda general-colonelului Hermann von Eichhorn. În fața lui Hindenburg se afla Armata a X-a Rusă a generalului Sievers în zona Lacurilor Mazuriene. Spre sud, de-a lungul liniei rusești de lângă Lacurile Mazuriene, se afla Armata a XII-a Rusă, condusă de Pavel Plehve⁠(en)[traduceți].

## Desfășurarea luptei
În ziua de 7 februarie, în mijlocul unei furtuni de zăpadă, Armata a VIII-a a lui Below a lansat un atac-surpriză împotriva lui Sievers și a înaintat 100 km într-o săptămână, producând pierderi grele rușilor. Retragerea rușilor a fost una dezordonată și mulți au fost luați prizonieri. Cele mai mari pierderi au survenit când Corpul XX⁠(en)[traduceți], condus de generalul Bulgakov, a fost încercuit de Armata a X-a Germană Tenth Army în Pădurea Augustow⁠(en)[traduceți]. La 21 februarie, întregul corp s-a predat.
Deși rușii pierduseră un întreg corp de armată, rezistența sa eroică a permis restului Armatei a X-a Ruse să se regrupeze pe o nouă poziție defensivă. La 22 februarie, a doua zi, Armata a XII-a Rusă a lui Plehve a contraatacat frânând înaintarea germană. Contraatacul a pus capăt înaintării germane ducând la sfârșitul bătăliei.

## Urmări
A doua bătălie de pe Lacurile Mazuriene a fost ultima operațiune a ofensivei germane din nord. Rușii pierduseră mulți soldați și mult teren, dar împiedicaseră înaintarea germanilor adânc în Rusia. Germania, la rândul ei, nu s-a apropiat de obiectivul de a scoate Rusia din război.
Mai la sud, ofensiva lui Alexander von Linsingen⁠(en)[traduceți] eșuase cu pierderi grele, și cetatea Przemyśl a fost obligată să capituleze în fața rușilor. Per total, ofensiva germano-austro-ungară din 1915 nu a reușit să-și îndeplinească obiectivele majore. Germania a pus capăt operațiunilor în care germanii au funcționat ca forță independentă, de susținere a campaniilor austro-ungare din sud. Din acest moment, Germania și Austro-Ungaria au început să funcționeze sub o comandă comună pe Frontul de Est.